# Clubiona diversa
Clubiona diversa es una especie de araña araneomorfa del género Clubiona, familia Clubionidae. Fue descrita científicamente por O. Pickard-Cambridge en 1862.
Habita en Europa, Cáucaso, Rusia (Europa al Lejano Oriente), Kazajistán, Pakistán, Corea y Japón.